# Дергилёв, Иван Яковлевич
Иван Яковлевич Дергилёв (20 августа 1926, Большая Глушица Самарской губернии — 8 апреля 1997, Москва) — русский советский художник, график, автор множества открыток, признанный классик советской открытки, основоположник советской «постановочной» цветной политической фотооткрытки. Внёс также вклад в создание почтовых марок.

## Творчество
Родился в селе Большая Глушица Николаевского уезда Самарской губернии. В 1949—1952 годах учился в МВХПУ, не окончил.
Работал в Дирекции по изданию и экспедированию знаков почтовой оплаты (ДИЭЗПО) Министерства связи СССР.
За свою 40-летнюю творческую деятельность И. Я. Дергилёв создал несколько тысяч композиций для открыток. Не все из них воплотились в жизнь, поскольку обычно из нескольких предложенных им вариантов для печати отбирался только один.
Поздравительные открытки, дизайн которых был разработан И. Я. Дергилёвым, издавались миллионными тиражами такими издательствами СССР, как «Изобразительное искусство», «Советский художник», «Планета», «Плакат», «Аврора». Они до сих пор украшают коллекции филокартистов.
С его подачи на праздничных открытках «С 1 Мая!», «С 23 Февраля!», «С 8 Марта!», «С 7 Ноября!» появились «дергилёвские» гвоздики, для которых были характерны причудливые формы соцветий (чтобы выглядели праздничнее на открытках с их малым форматом), и изображения крупных веток цветущих плодовых деревьев.
- Поздравительные открытки СССР «С Новым годом!», выполненные И. Я. Дергилёвым
- Маркированная почтовая карточка (1972)
- Открытка, выпущенная рекордным тиражом в 55 млн экземпляров (1987). Музей истории Лефортово

В «Музее открытки» Всероссийского музея декоративно-прикладного и народного искусства в Москве хранится одна из самых полных коллекций открыток, выполненных художником. В январе 2017 года в Музее истории Лефортово прошла тематическая выставка, посвященная творчеству И. Я. Дергилёва.

## Создание почтовых марок
Впервые Иван Дергилёв был привлечён к работе над почтовыми марками СССР в 1966 году. Первыми почтовыми миниатюрами, вышедшими из-под его руки, стала серия из трёх марок «Деятели Коммунистической партии и Советского государства» с портретами С. М. Кирова, Г. К. Орджоникидзе и И. Э. Якира (ЦФА [АО «Марка»] № 3340—3342). Серия была продолжена в 1968 году и пополнена ещё тремя марками — памяти С. Г. Шаумяна, П. П. Постышева и А. И. Икрамова (ЦФА [АО «Марка»] № 3666—3668).
Всего с 1966 по 1988 год художник становился автором 25 марок и 4 почтовых блоков. Темы его почтовых миниатюр были самые разнообразные — «С Новым годом!», «Лениниана», юбилеи советских республик, международные организации, живопись, коневодство.
- Почтовые марки СССР работы И. Я. Дергилёва
- 1966: Г. К. Орджоникидзе (ЦФА [АО «Марка»] № 3341)
- 1966: И. Э. Якир (ЦФА [АО «Марка»] № 3342)
- 1968: С. Г. Шаумян (ЦФА [АО «Марка»] № 3666)
- 1968: П. П. Постышев (ЦФА [АО «Марка»] № 3667)
- 1968: А. И. Икрамов (ЦФА [АО «Марка»] № 3668)
- 1982: малый лист «2-я конференция ООН по исследованию и использованию космического пространства в мирных целях» (ЦФА [АО «Марка»] № 5307)

Скончался Иван Яковлевич Дергилёв 8 апреля 1997 года в Москве. Похоронен на Рогожском кладбище.

## Семья
Был женат на художнице В. М. Дергилёвой. Дочь Елена, художник, известна под творческим псевдонимом Алёна Дергилёва.